# Reissner–Nordström-metrika
A Reissner–Nordström-metrika az Einstein-egyenletek egzakt megoldása. A megoldás az  Einstein-egyenletek gömbszimmetrikus statikus megoldása. Ilyen megoldás, amely aszimptotikusan Minkowski-téridőbe megy át, kettő van; a Schwarzschild-metrika és a Reissner–Nordström-metrika. A Reissner–Nordström-metrika megfeleltethető egy M tömegű töltéssel rendelkező fizikai objektumnak.

## A metrika
A Reissner–Nordström-metrikát Hans Reissner és Gunnar Nordström találta meg a következő formában:
{\displaystyle c^{2}{d\tau }^{2}=\left(1-{\color {OliveGreen}{\frac {r_{s}}{r}}}+{\color {Red}{\frac {r_{Q}^{2}}{r^{2}}}}\right)c^{2}dt^{2}-{\frac {dr^{2}}{1-{\color {OliveGreen}{\frac {r_{s}}{r}}}+{\color {Red}{\frac {r_{Q}^{2}}{r^{2}}}}}}-r^{2}d\Omega ^{2}}
ahol 
τ a sajátidő,
c a fénysebesség,
t az idő koordináta,
r a radiális koordináta,
továbbá
{\displaystyle \,d\Omega ^{2}=d\theta ^{2}+\sin ^{2}\theta d\phi ^{2}}
rs a Schwarzschild-sugár
{\displaystyle r_{s}={\frac {2GM}{c^{2}}}}
itt G a gravitációs állandó, M pedig az objektum tömege, ami körül a téridőt vizsgáljuk
rQ jelentése pedig
{\displaystyle r_{Q}^{2}={\frac {Q^{2}G}{4\pi \epsilon _{0}c^{4}}}}
A színek segítenek azonosítani a különböző tagokat. A töltésnek, Q -nak, a {\displaystyle \,\color {Red}{\text{piros}}} tagok felelnek meg. Ha a fekete lyuk töltése nulla, akkor a {\displaystyle \,\color {Red}{\text{piros}}} tagok eltűnnek, és visszakapjuk a Schwarzschild-metrikát. A {\displaystyle \,\color {OliveGreen}{\text{zold}}} tagok a tömegnek megfelelő tagok. Ha ezek is eltűnnek, akkor az üres tér megoldást kapjuk vissza, ami láthatóan megegyezik a Minkowski-téridővel, ami gömbi koordináta-rendszerben a következő alakú:
{\displaystyle c^{2}d\tau ^{2}=c^{2}dt^{2}-dr^{2}-r^{2}d\Omega ^{2}.\,}

## Töltöttfekete lyuk
A töltött fekete lyuk, ha a töltés kicsi ({\displaystyle r_{Q}\ll r_{s}}), nagyon hasonló a Schwarzschild-metrikához.   {\displaystyle g^{rr}} divergál:
{\displaystyle (g^{rr})^{-1}=1-{\frac {r_{s}}{r}}+{\frac {r_{Q}^{2}}{r^{2}}}={\frac {1}{r^{2}}}(r^{2}-r_{s}r+r_{Q}^{2})=0.}

## Feketelyuk-megoldások
Az ún. nevezett feketelyuk-megoldások rendelkezhetnek perdülettel, vagy nem (nem forgó, tehát gömbszimmetrikus megoldás). Lehetnek elektromosan töltöttek, vagy töltés nélküliek.
Ezt a négy lehetőséget (2x2) szemlélteti az alábbi táblázat. A forgásmentes töltetlen tömeg(pont) gravitációs terét írja le a Schwarzschild-megoldás, melyet 1916-ban Karl Schwarzschild talált meg. A forgásmentes, de elektromosan töltött test külső terét írja le a Reissner–Nordström-metrika.
A forgó töltetlen test terét írja le a Kerr-metrika, melyet 1963-ban Roy Kerr publikált. Végül a forgó elektromosan töltött test külső terét a Newman által talált metrika írja le, melyet Kerr–Newman-metrikának nevezünk.
|                              | Nem forgó (J = 0)     | Forgó (J ≠ 0)       |
| Töltés nélküli (Q = 0)       | Schwarzschild-metrika | Kerr-metrika        |
| Elektromosan töltött (Q ≠ 0) | Reissner–Nordström    | Kerr–Newman-metrika |